# توکیو میدتاون

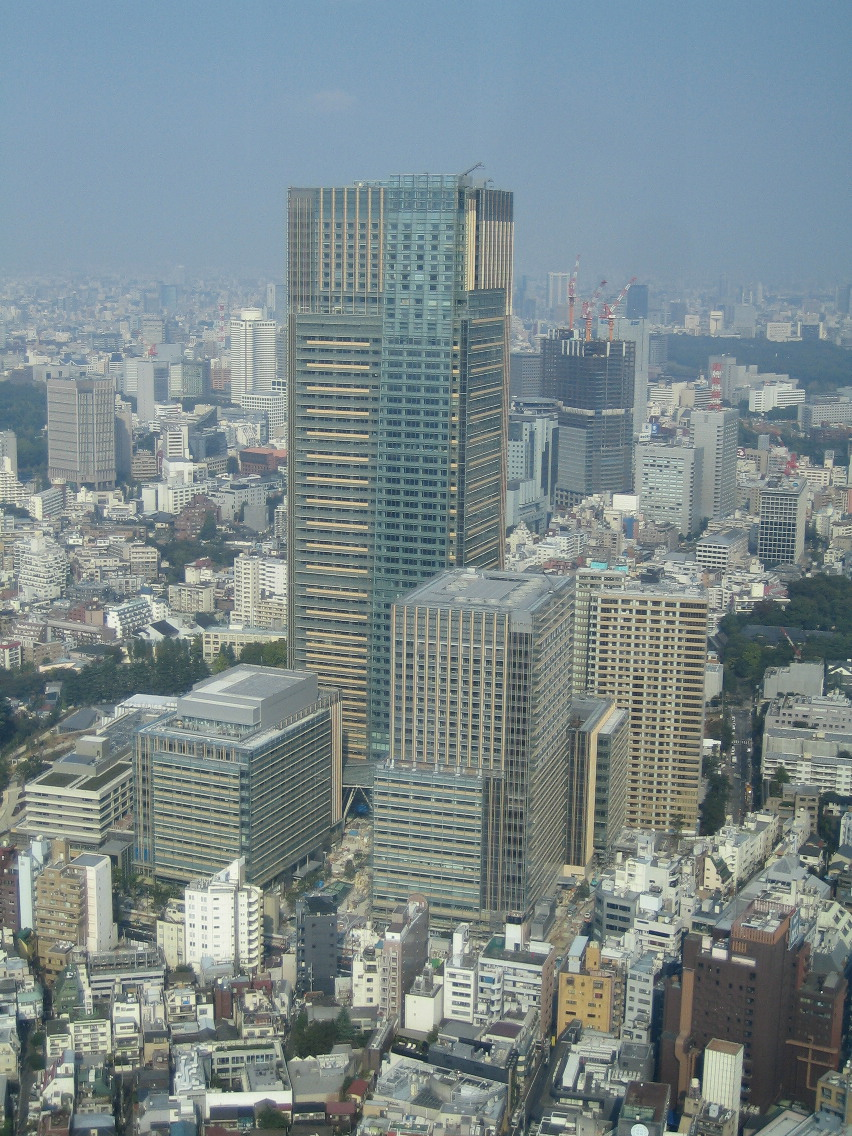
مجموعهٔ ساختمانی توکیو میدتاون

توکیو میدتاون (به ژاپنی: 東京ミッドタウン Tokyo Midtown) به مجموعه ای از چند ساختمان بلند گفته می‌شود که در محلهٔ آکاساکا در توکیو پایتخت ژاپن واقع شده‌است. ساختمان اصلی آن به نام برج توکیو میدتاون تاور دارای ۵ طبقه در زیرزمین و ۵۴ طبقه در بالای زمین است و ۲۴۸ متر ارتفاع دارد. توکیو میدتاون تاور در سال ۲۰۰۷ میلادی تکمیل شده‌است و در حال حاضر عنوان بلندترین ساختمان توکیو را دارد.

## ساختمان‌های توکیو میدتاون
- توکیو میدتاون تاور ۵۴ طبقه ۲۴۸m
  - از طبقهٔ ششم تا چهل و ششم دفاتر کاری.
  - از طبقهٔ ۴۴ تا ۵۳ هتل ریتز کارتون توکیو (The Ritz-Carton Tokyo)
  - طبقهٔ ۵۴ تأسیسات ورود برای افراد عادی ممنوع است.
- ساختمان شرقی میدتاون ۱۱۴m دارای چهار طبقه زیرزمین و ۲۴ طبقه بالای زمین.
  - یک طبقه در زیرزمین، طبقهٔ ۱ و طبقهٔ ۱۲ تا ۲۴ آپارتمان هستند.
- ساختمان غربی میدتاون ۶۷m دارای سه طبقه در زیرزمین و ۱۳ طبقه بالای زمین.
  - شرکت فیلم فوجی
- آپارتمان مسکونی ۱۰۸m دارای دو طبقه زیرزمین و ۳۰ طبقه بالای زمین.
- گاردن سایت دارای ۹ طبقه و ۳ طبقه زیرزمین.
  - موزه سانتوری
- 21_21 DESIGN SIGHT. دارای یک طبقه در زیرزمین و یک طبقه بالای زمین.
- گالری توکیو میدتاون. دارای یک طبقه در زیرزمین و سه طبقه بالای زمین. مرکز خرید.
- پاساژ کافه رستوران و غیره. دارای یک طبقه در زیرزمین و سه طبقه بالای زمین.

## نگارخانه

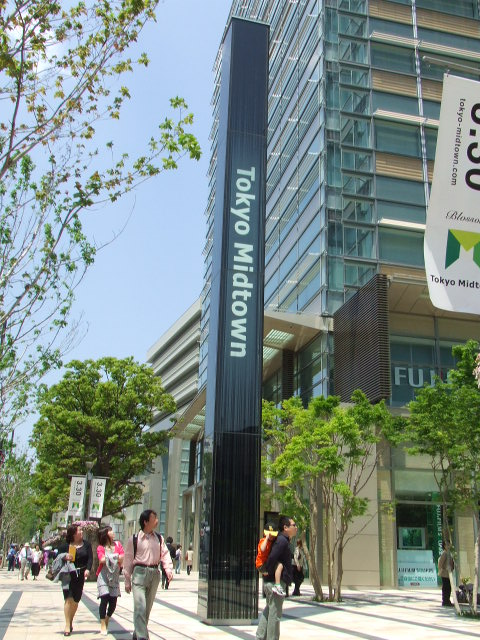
توکیو میدتاون
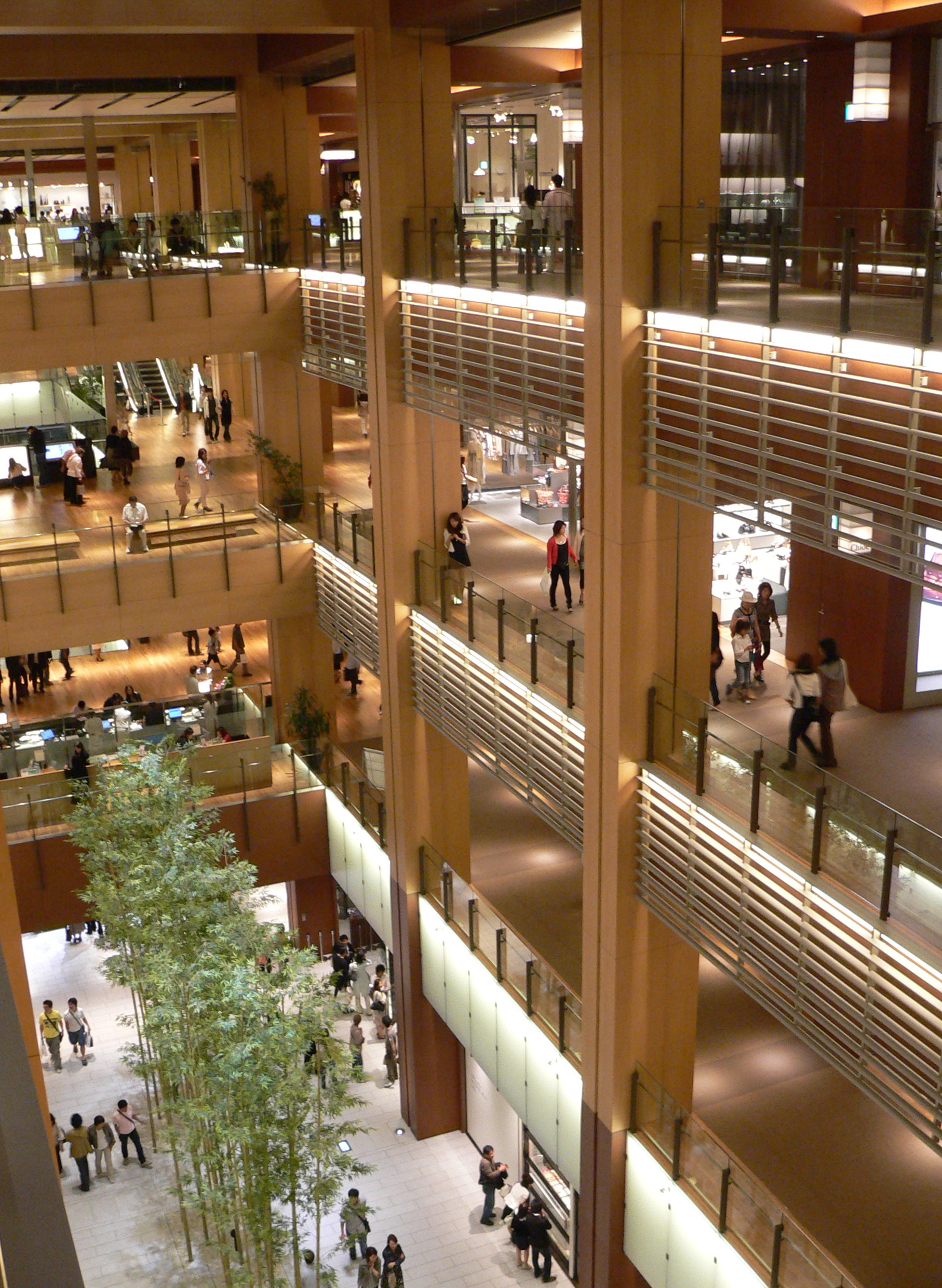
داخل ساختمان گالری توکیو میدتاون
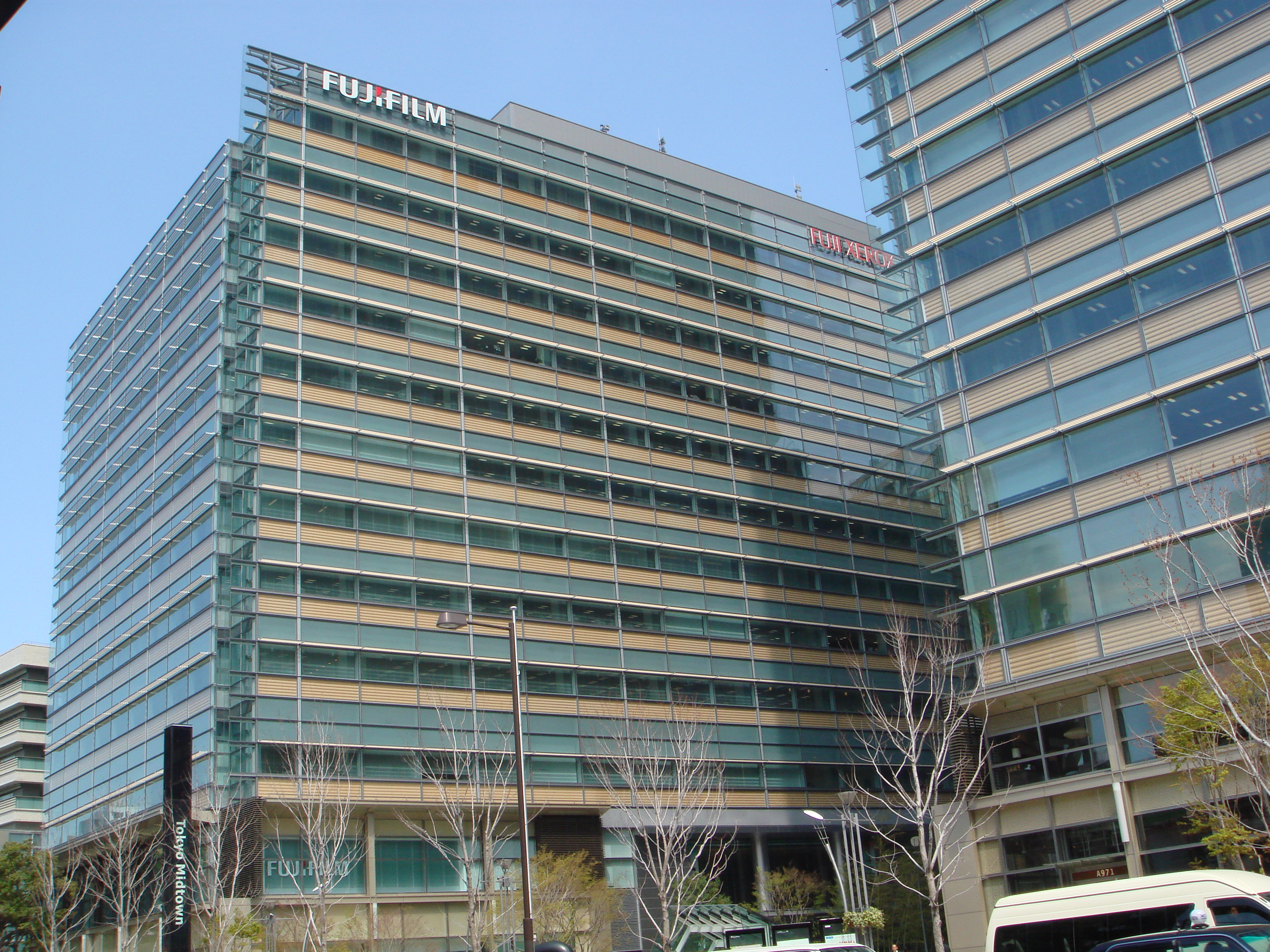
ساختمان غربی توکیو میدتاون
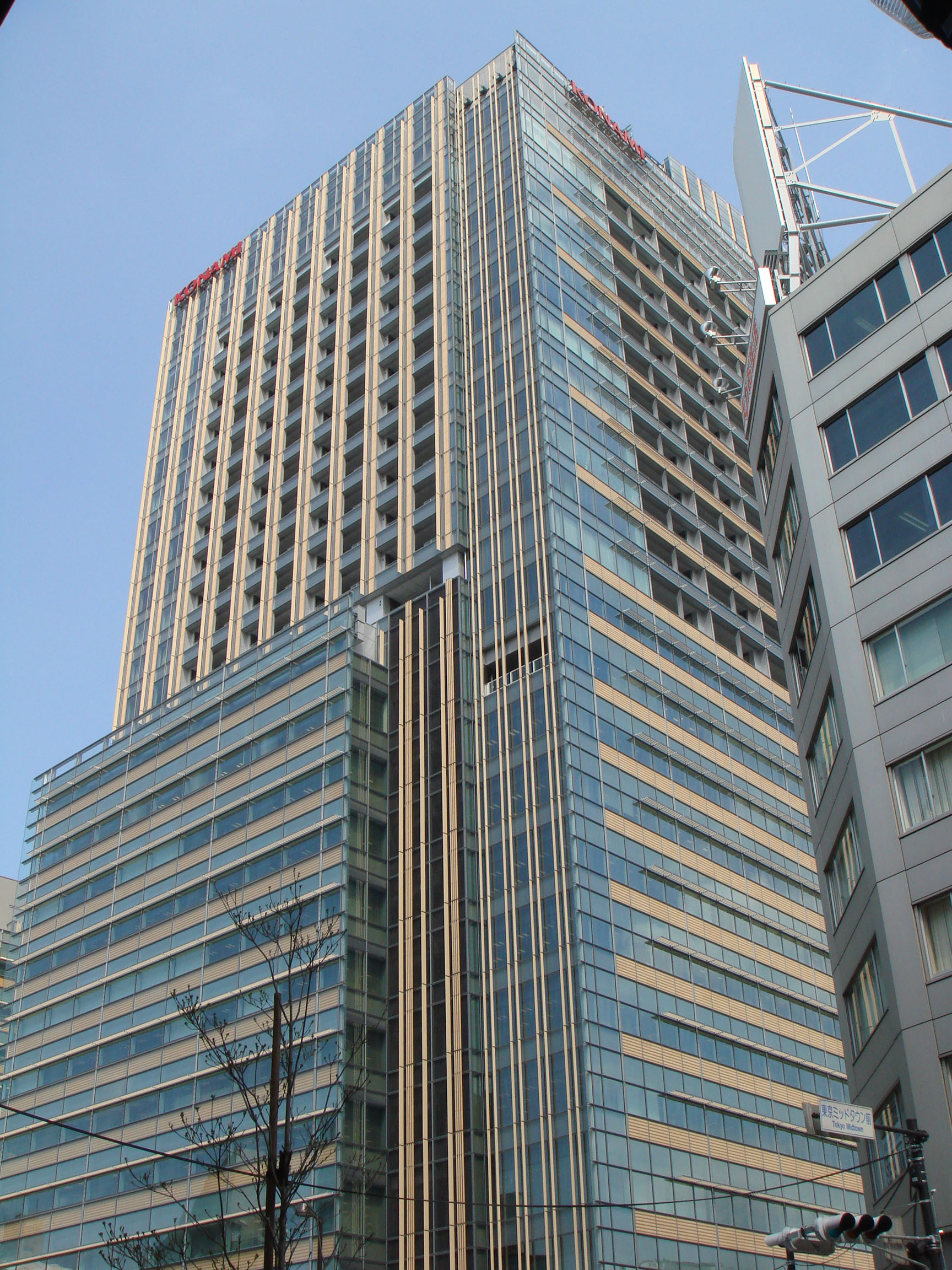
ساختمان شرقی توکیو میدتاون